# Хедефто
Хедефто (грч. Χαϊδευτό) је насељено место у општини Места у периферији Источна Македонија и Тракија, Грчка. Према попису из 2021. године био је 321 становник.
Према бугарском географу и историчару, Василу Канчову, у Хедефту је 1900. године живело 80 Рома. После Првог светског рата село је имало само 15 мештана а потом је било и напуштено. Наредних година насељавају се грчке избегличке породице, којих је на попису из 1928. године било 305. Село се раније звало Хаџи Емин Ага.